# Sigela holopolia
Sigela holopolia là một loài bướm đêm trong họ Erebidae.